# 泡盛曲霉
泡盛曲霉（学名：Aspergillus awamori）是属于散囊菌目发菌科曲霉属的一种真菌，可生长在酒曲、土壤、风化煤、桉树叶等基物上。可用來製作沖繩泡盛酒。该种分布于中国等地。